# Sindelfingen
Ville d'Allemagne, Sindelfingen fait partie du Land du Bade-Wurtemberg dont Stuttgart est la capitale. La ville se situe à 15 km au sud-ouest de celle-ci et à proximité de la Forêt-Noire.

## Histoire
| Appartenances historiques Comté de Tübingen-Herrenberg 1263–1351 Comté de Wurtemberg 1351-1442 Comté de Wurtemberg-Urach 1442-1482 Comté de Wurtemberg 1482-1495 Duché de Wurtemberg 1495-1803 Électorat de Wurtemberg 1803–1806 Royaume de Wurtemberg 1806-1871 Empire allemand 1871-1918 République de Weimar 1918–1933 Reich allemand 1933–1945 Allemagne occupée 1945–1949 Allemagne de l'Ouest 1949–1990 Allemagne 1990-présent |

## Géographie et démographie
La Forêt-Noire, à l'ouest, n'est qu'à une demi-heure de route de Sindelfingen, et le Jura souabe à environ 45 minutes vers le sud.
Communes limitrophes : les villes suivantes sont des voisines de Sindelfingen :
- Stuttgart
- Böblingen
- et Leonberg.

Et les communes de Magstadt, Grafenau et Aidlingen. Il y a une très courte frontière avec Leinfelden et Ehningen.

### Évolution démographique
- 27 mai 1970 -- 40 785 (*)
- 31 déc. 1975 -- 54 134
- 27 mai 1987 -- 57 005 - (*) résultats du recensement
- 31 déc. 2005 -- 60 843

« Incorporation » des communes (Eingemeindungen)
En 1971, Maichingen et Darmsheim ont renoncé à leur autonomie communale et sont devenues partie de Sindelfingen.

## Industrie
La ville compte une usine automobile du groupe Daimler AG, qui y assemble en particulier ses modèles très haut de gamme Maybach. Elle compte aussi le siège de Bitzer SE, constructeur de produits destinés au domaine de la réfrigération et de la climatisation, ainsi que de nombreuses usines IBM.

## Jumelages
Ville jumelée à Corbeil-Essonnes (France).

## Personnalités nées à Sindelfingen
- Friederike Roth (1948-), écrivain allemande.
- Gisela Splett (1967-), femme politique allemande.

## Galerie d'images

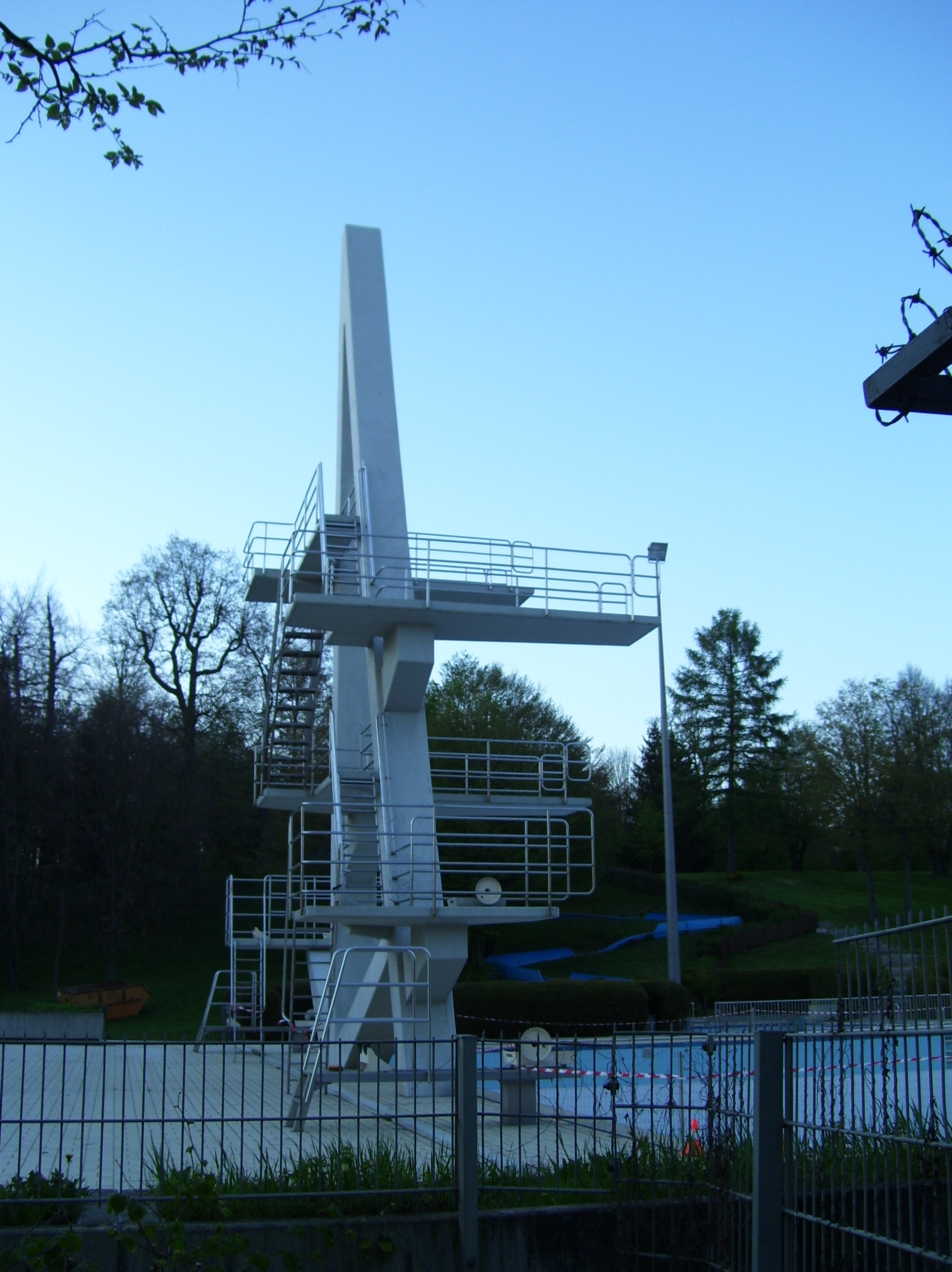
Plongeoir au centre de baignade (Badezentrum).
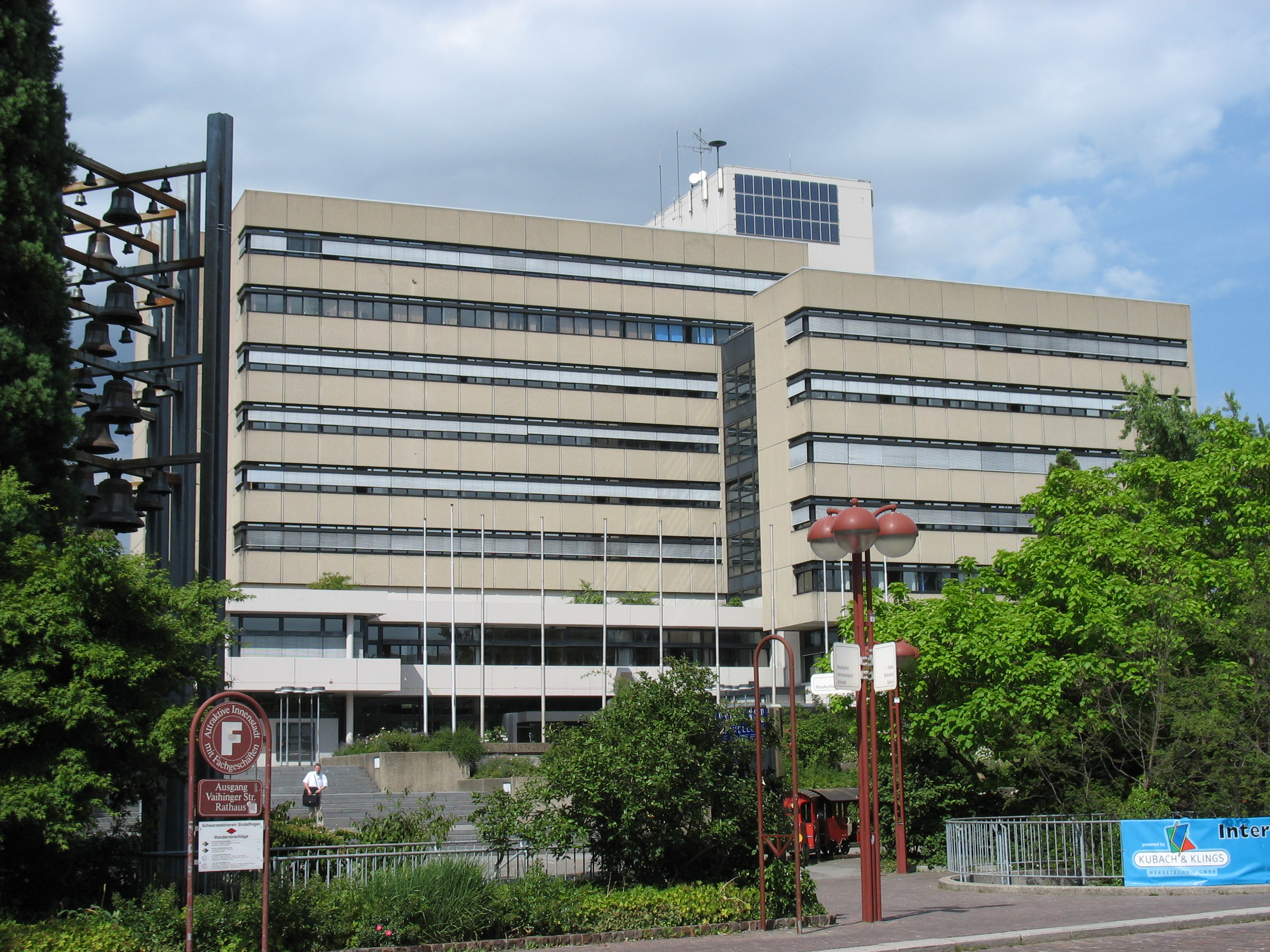
Rathaus (Hôtel de ville/mairie).
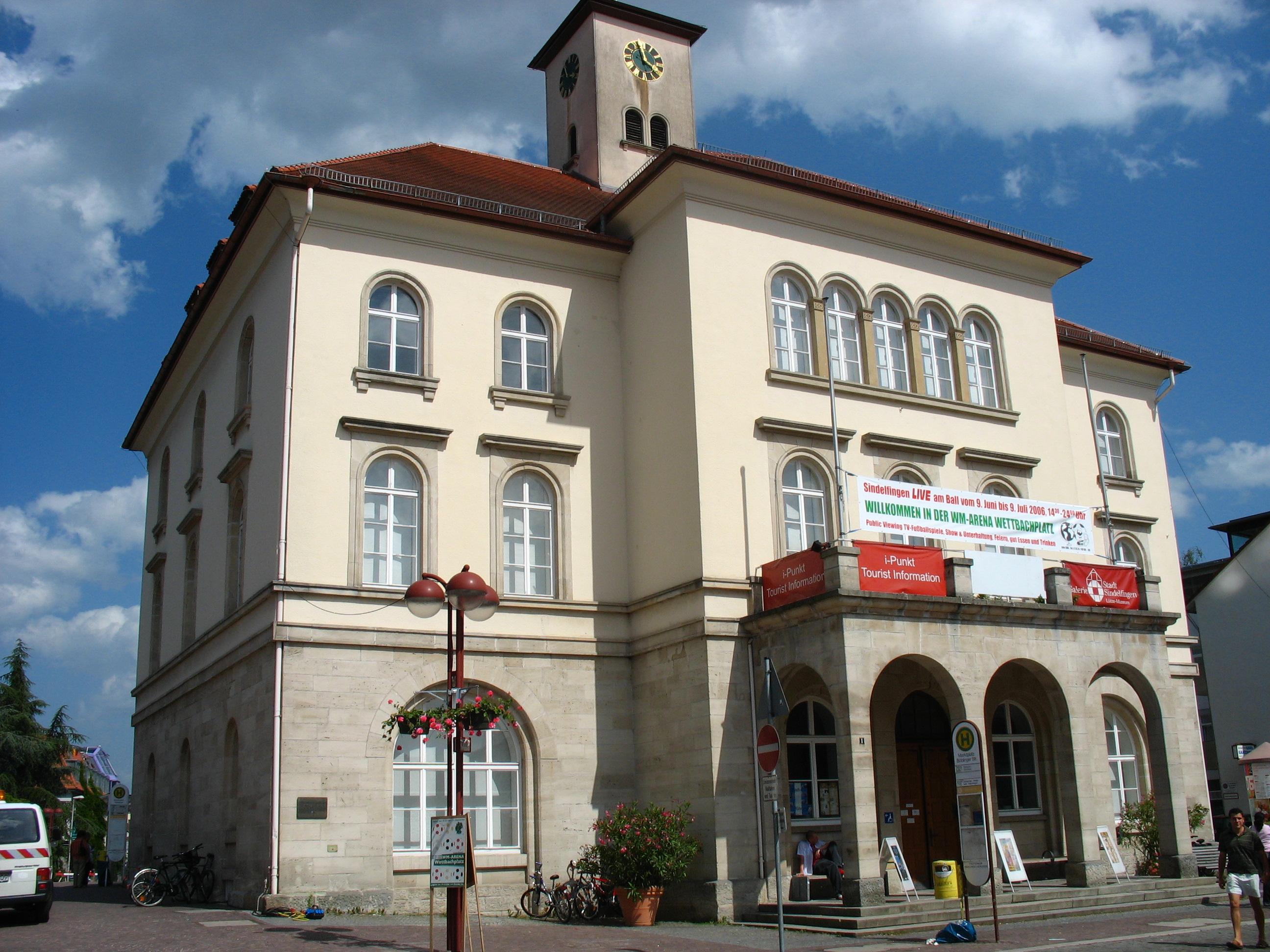
Deuxième Rathaus.
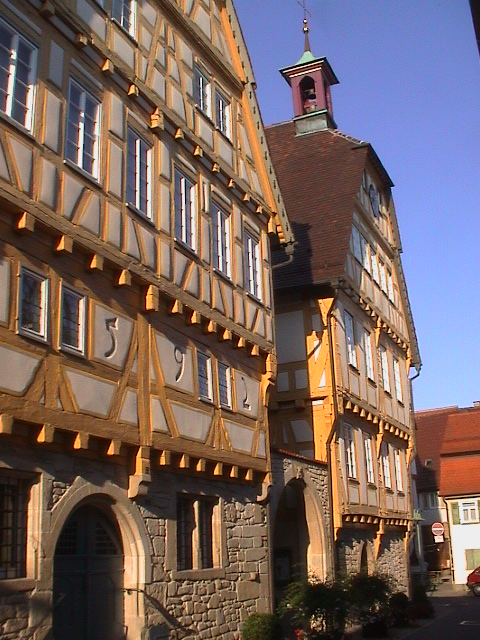
« Altes Rathaus », Vieille Mairie, avec Stadtmuseum (musée de ville).
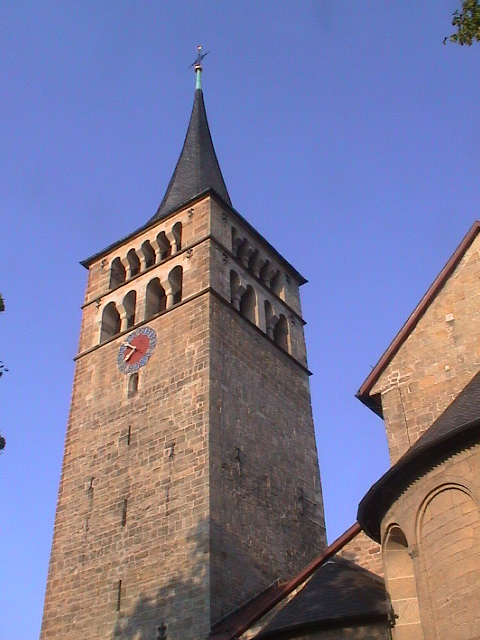
Église St. Martin.
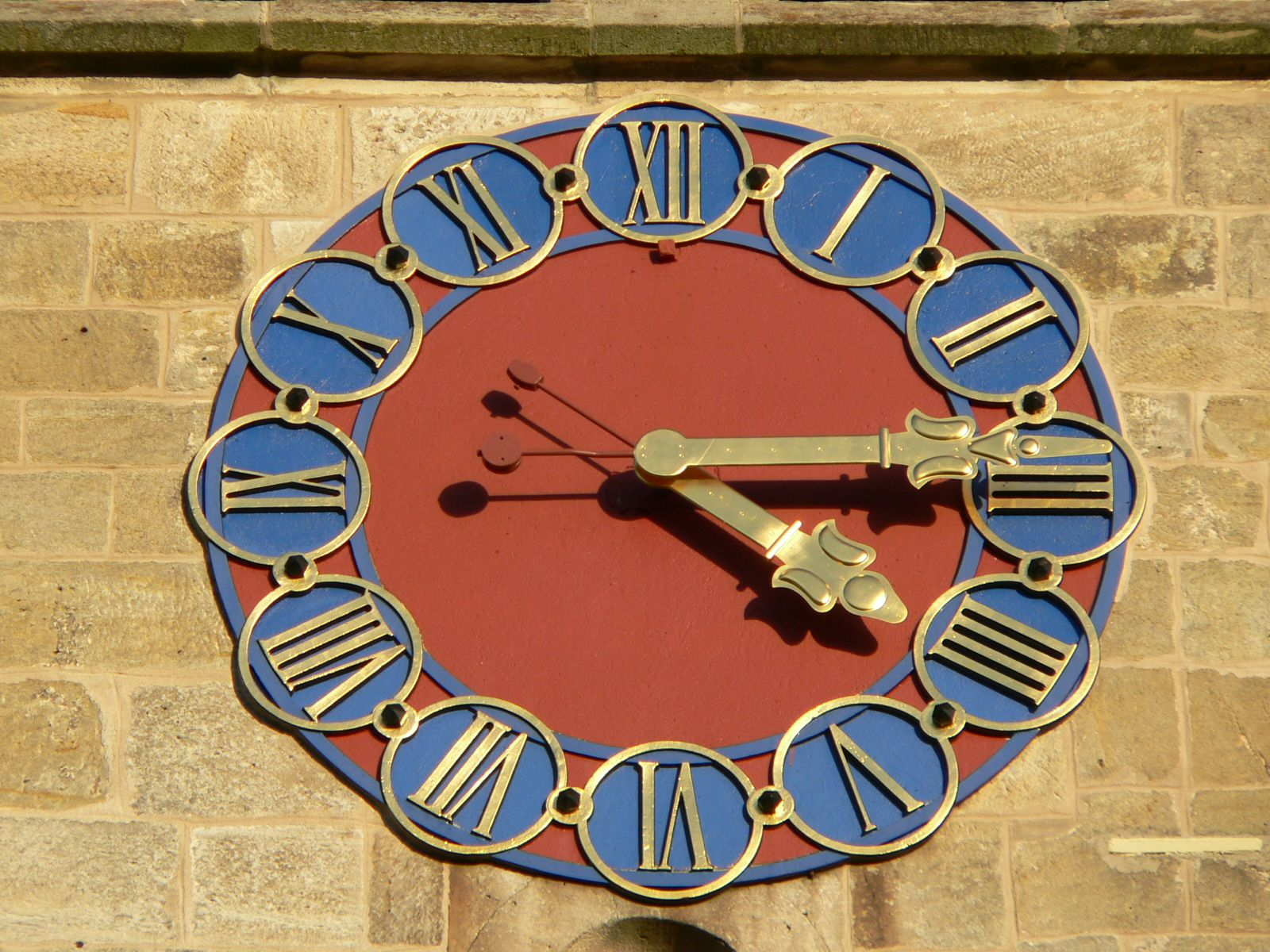
Détail : cadran.